# 阿德爾戰役
阿德爾戰役發生於1351年6月6日，是百年戰爭期間的一場戰役，發生在加來海峽的阿德爾鎮附近。法軍成功將英軍擊潰並圍剿。

## 前奏
加萊的新任英國指揮官約翰·德·博尚在聖奧梅爾周圍地區帶領一支由大約300名騎士和300名弓箭手組成的部隊進行突襲時，被愛德華·德·博熱率領的法軍發現，法軍將英軍困在河的彎道上。博熱讓他的所有士兵在進攻前下馬。

## 經過
在戰鬥中，愛德華·德·博熱被殺，但最終法軍擊敗了英軍。並將他們全員俘虜。